# Шуазёль (остров)
Шуазёль (англ. Choiseul Island) — вулканический остров в архипелаге Соломоновы острова. Административно входит с состав одноимённой провинции Шуазёль меланезийского государства Соломоновы Острова. Коренное название — Лауру.

## География
Шуазёль — самый северо-западный остров Соломоновых Островов. К западу он него расположен остров Бугенвиль (в составе Папуа — Новой Гвинеи) от которого он отделён проливом, к востоку — острова Роб-Рой и Санта-Исабель, к югу — острова Велья-Лавелья и Нью-Джорджия.
Шуазёль — один из крупнейших островов архипелага Соломоновы острова. Площадь суши острова составляет 2970,7 км². Высшая точка, гора Маэтамбе (Maetambe), достигает высоты 1067 м и представляет собой старинный вулканический конус. Поверхность острова представлена обширными долинами, хребтами, покрытыми густыми зарослями, песчаными пляжами. Рядом с деревней Саралата расположен горячий источник. Шуазёль окружён узким окаймляющим рифом, а у северо-восточного побережья — барьерным рифом.
Климат на Шуазёль влажный тропический. Среднегодовая температура составляет 26—32 °C, годовое количество осадков — 2540—5080 мм.

## История
Каких-либо археологических раскопок на острове Шуазёль не проводилось, однако, исходя из лингвистических данных, можно предположить, что остров был заселён примерно 3500 лет назад.
Шуазёль был открыт в 1568 году испанским мореплавателем Альваро Менданьей де Нейрой, который назвал остров Сан-Маркос. Путешественник, однако, не высадился на нём. В 1768 году Шуазёль повторно открыл французский мореплаватель Луи Антуан де Бугенвиль, назвав остров в честь министра иностранных дел Франции Этьена Франсуа Шуазёля.
До конца XIX века остров Шуазёль не вызывал большого интереса у европейцев, а отношение жителей острова к чужакам и жителям соседних островов было крайне враждебным. В 1870-х годах вождь центральной части острова организовал нападения на западные племена, а также остров Вагена, который после этих событий стал необитаемым. В 1886 году над островом был установлен протекторат Германской империи, а в 1899 году — Британской империи. В 1916 году на Шуазёль вспыхнула межплеменная война, конец которой был положен только в 1921 году подписанием мирного договора.
В годы Второй мировой войны на Шуазёль высаживались японские и американские войска, однако остров находился вдали от основного театра действий.
В 1978 году Шуазёль стал частью независимого государства Соломоновы Острова.

## Население
В 2019 году численность населения Шуазёль составляла около 30 тысяч человек, большая часть которых проживали в небольших деревнях на западном и восточном берегах острова. Крупнейшее поселение Шуазёль — деревня Сасамунгга (Sasamungga). Вместе с островами Таро, Вагена и Роб-Рой Шуазёль с 1978 года образует одноимённую провинцию Соломоновых Островов.
Жители острова разговаривают на нескольких меланезийских языках:
- Бабатана (5600 носителей на 1999 год; распространён в восточной части острова).
- Вариси (5161 носитель, распространён в северо-восточной части острова).
- Вагуа (1960 человек).
- Ририо (79 носителей, близок языку бабатана).[8]

Встречается также язык кирибати.

## Экономика
До христианизации острова Шуазёль местные жители занимались натуральным сельским хозяйством. Основными культурами были таро, ямс, бананы. Островитяне также охотились на диких животных, прежде всего, опоссумов и диких кабанов. Рыболовство не было главным источником пищи для местных жителей.
В настоящее время основными культурами являются батат, рис, бананы, папайя. На острове большое количество кокосовых плантаций, а основным экспортным товаром является копра.
В 2000 году в деревне Сасамунгга была установлена небольшая солнечная электростанция. Электричество используется главным образом для нужд местной школы. Напряжение достаточно для работы телевизоров и компьютеров.
Есть транспортное сообщение с другими островами. Имеются два аэропорта. Аэропорт Шуазёль Бей (Choiseul Bay, код ИКАО — AGGC, местный код — CHY) находится на небольшом острове Таро, расположенном на северо-западной оконечности острова Шуазёль). Аэропорт Кагау (Kagau или Kaghau, код ИКАО — AGKG, местный код — KGE) находится на небольшом острове Кагау, расположенном около юго-восточной оконечности острова Шуазёль. Оба аэропорта обслуживаются местной авиакомпанией Solomon Airlines, использующей на внутренних маршрутах самолёты Islander и Twin Otter. Из обоих аэропортов осуществляются рейсы на Гизо и Хониару.

## Культура

### Социальная организация
Объединение кровных родственников какой-либо замужней пары на острове носит название синангге (sinangge). В собственности синаннгге находится определённый участок земли на Шуазёль, который может обрабатывать любой член общины (при этом один человек сразу входит в несколько синаннге). Однако член синангге не может присвоить себе этот участок общинного землевладения. Чаще всего кровные родственники селятся в одном месте, образуя политическое, экономическое и культурное объединение под руководством наиболее почитаемого в общине человека. Членом синангге могут стать не только родственники замужней пары, но и человек из любой другой синангге.

### Мифологические представления древних жителей
Древние жители острова поклонялись различным лесным божествам и духам. У некоторых синангге существовали различные церемониальные площадки, посвящённые какому-то отдельному божеству.
Тело умершего человека чаще всего сжигали, хотя иногда хоронили в землю. Загробный мир у жителей острова Шуазёль носил название Унгана.